# Wick Mountains
Die Wick Mountains sind ein Gebirgszug auf der Südinsel von Neuseeland. Benannt wurden sie von Donald Sutherland nach seinem Geburtsort Wick.

## Geographie
Die Bergkette schließt an die Darran Mountains im Nordosten und die Earl Mountains im Südosten an. Sie wird vom Arthur River und Cleddau River im Norden begrenzt, die beide Zuflüsse des Milford Sound/Piopiotahi am Nordende der Berge sind. Im Süden grenzen der Clinton River sowie dessen Zufluss, der Neale Burn, ab, die über den Lake Te Anau entwässern. Einige Gipfel erreichen eine Höhe von 1900 m, der höchste ist der westlich gelegene 1990 m hohe Mount Elliot.

## Geologie
Das Basisgestein besteht vorrangig aus magmatischem Gestein wie Gabbro, Diorit, Norit und Tonalit. Vor allem im nordwestlichen Teil tritt vermehrt metamorphes Gestein wie Orthogneis von Diorite und Gabbro auf. Zudem ist ultramafisches Gestein aufzufinden. Es stammt aus der frühen Kreide und ist etwa 100 bis 145 Millionen Jahre alt.

## Infrastruktur
Durch die nordöstlichen Täler verläuft der New Zealand State Highway 94, der durch den Homer Tunnel zum Milford Sound/Piopiotahi führt. Dort liegt auch eine kleine Ortschaft gleichen Namens. Den Tälern von Arthur und Clinton River folgt der mehrtägige Milford Track, dessen höchster Punkt am Omanui / McKinnon Pass nahe der Quellen beider Flüsse liegt.